# 巴尔莱斯特
巴尔莱斯特（法語：Barlest，法語發音：[baʁlɛst]）是法国上比利牛斯省的一个市镇，位于该省西部，属于阿热莱斯加佐斯特区。

## 地理
巴尔莱斯特（43°9'3"N, 0°5'30"W）面积4.02 平方千米，位于法国奧克西塔尼大區上比利牛斯省，该省份为法国西南部内陆省份，北至热尔省，西接大西洋比利牛斯省，南与西班牙接壤，东临上加龙省。
与巴尔莱斯特接壤的市镇（或旧市镇、城区）包括：拉马克蓬塔克、卢巴雅克、盧爾德。
巴尔莱斯特的时区为UTC+01:00、UTC+02:00（夏令时）。

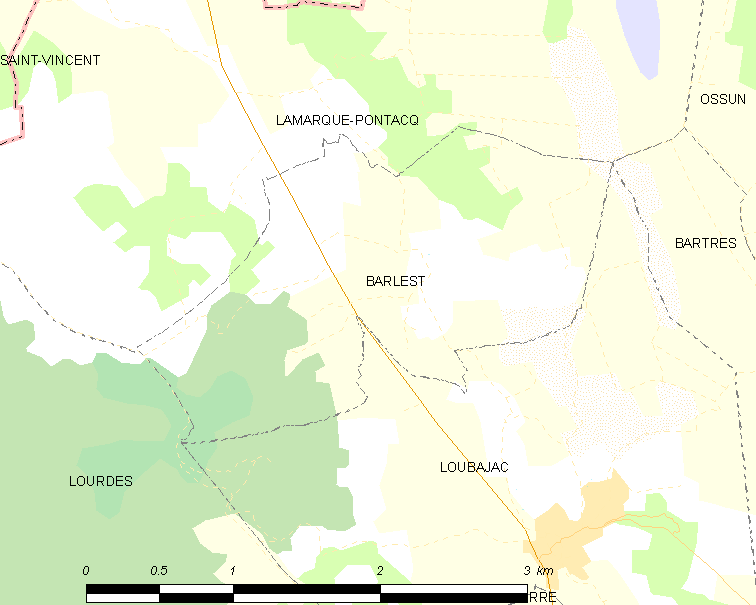
巴尔莱斯特的OSM定位图

## 行政
巴尔莱斯特的邮政编码为65100，INSEE市镇编码为65065。

## 政治
巴尔莱斯特所属的省级选区为卢尔德第一县。

## 人口

1962-2008年间巴尔莱斯特人口变化图示

巴尔莱斯特于2022年1月1日时的人口数量为320人。